# Petersberger Abkommen

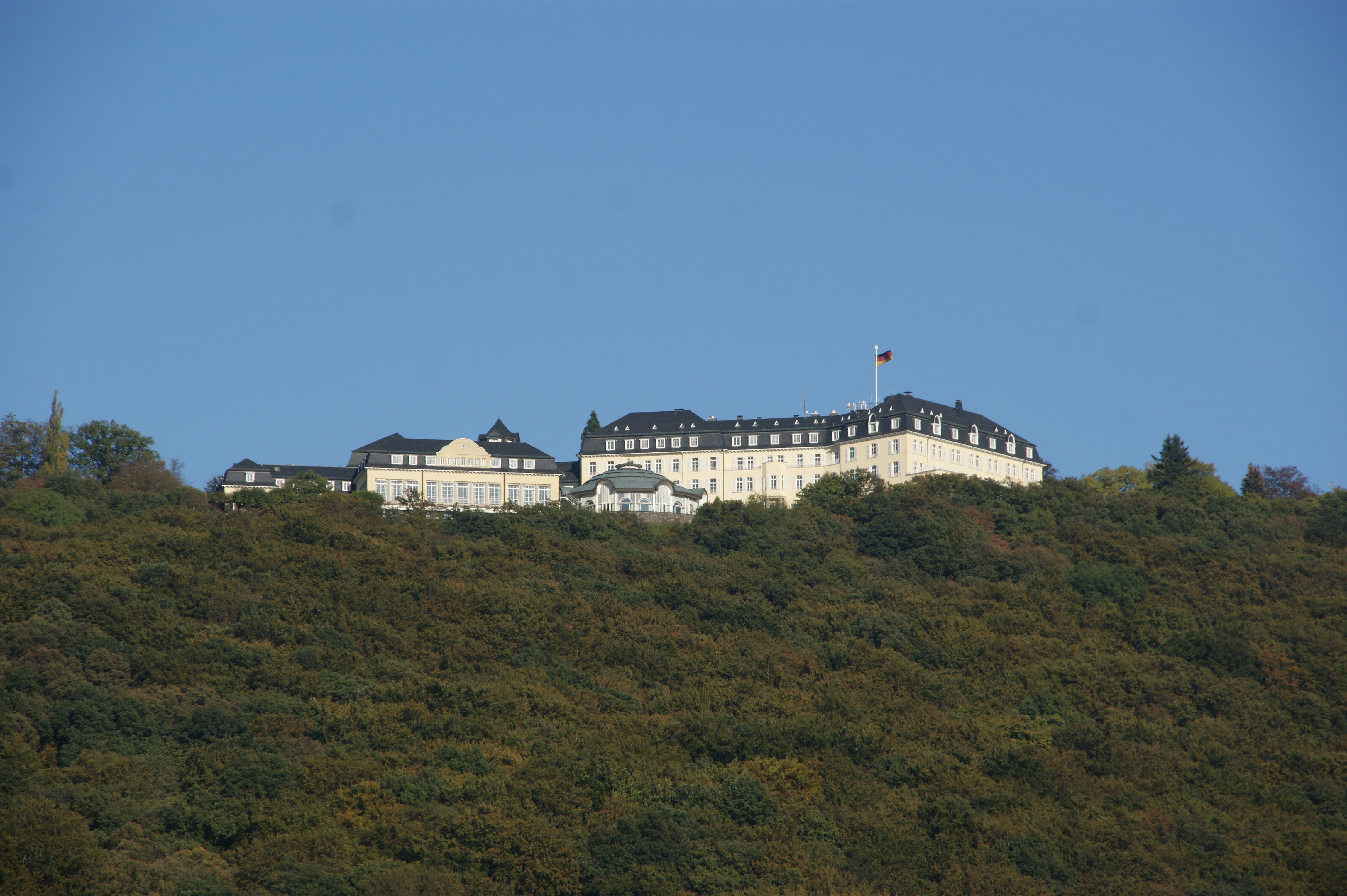
Der Petersberg bei Bonn mit dem sich darauf befindenden Hotelkomplex

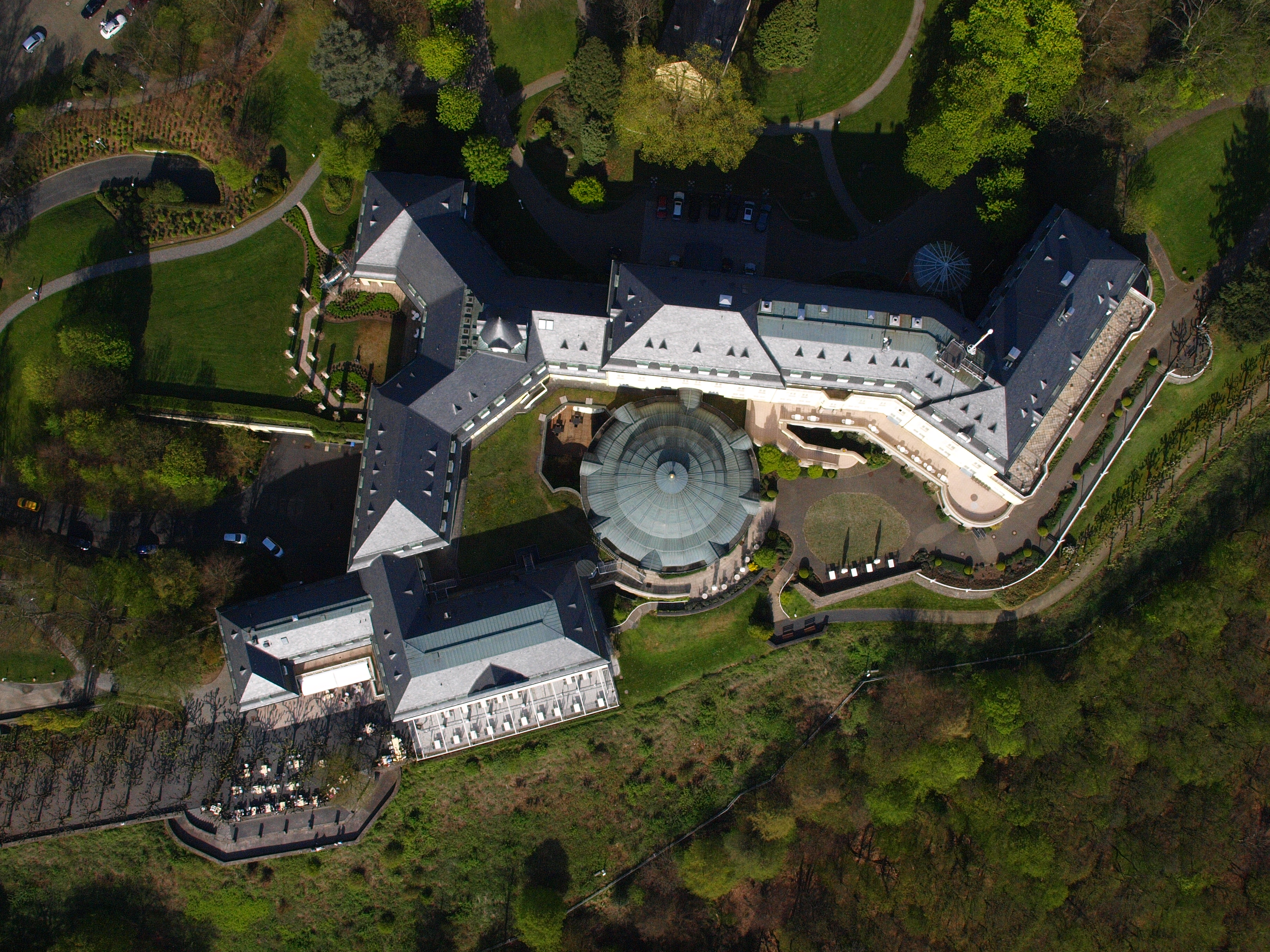
Petersberg – Senkrechtaufnahme

Das Petersberger Abkommen, die amtliche Niederschrift der Abmachungen zwischen den Alliierten Hohen Kommissaren und dem Deutschen Bundeskanzler auf dem Petersberg, wurde am 22. November 1949 zwischen der westdeutschen Bundesregierung unter Bundeskanzler Konrad Adenauer und den Alliierten Hohen Kommissaren geschlossen. Benannt ist es nach dem Petersberg im Siebengebirge, dem damaligen Sitz der Hohen Kommissare.

## Rechtsnatur
Das Petersberger Abkommen wurde nicht mit den Hohen Kommissaren als Vertretern ihrer einzelnen Staaten, sondern mit der Alliierten Hohen Kommission als Kollektivorgan der Gemeinschaft der Besatzungsmächte geschlossen. Dies war zulässig, obwohl die Bundesregierung deren Kontrolle unterstand. Als völkerrechtliches Kollektivorgan der Besatzungsmächte, das unter formeller Fortdauer des Kriegszustandes Herrschaft in Deutschland ausübte, stand die Alliierte Hohe Kommission der Bundesrepublik Deutschland nicht wie ein auswärtiger Staat gegenüber. Das Petersberger Abkommen ist deshalb kein völkerrechtlicher Vertrag mit auswärtigen Staaten im Sinne des Art. 59 Abs. 2 GG. Es wurden jedoch beiderseitige Leistungen und Gegenleistungen festgelegt. Insoweit ist das Petersberger Abkommen ein Vertrag, wenn er auch unter der die deutsche Staatsgewalt überwölbenden Besatzungsgewalt geschlossen wurde.

## Inhalt
Kernpunkte des Abkommens waren:
- die Einstellung der Demontagen in einigen Teilen von Deutschland wie Berlin
- die Eingliederung der Bundesrepublik Deutschland in die Europäische Gemeinschaft, z. B. durch späteren Beitritt in den Europarat
- konsularische Beziehungen und Handelsbeziehungen zu anderen Ländern schrittweise wieder aufzunehmen
- die ausdrückliche Förderung der Beziehungen zu allen westlichen Staaten
- Aufnahme der Bundesrepublik in internationale Organisationen
- der Entschluss der Bundesregierung, nach den Grundsätzen Freiheit, Toleranz und Menschlichkeit zu handeln und jegliches Wiederaufleben totalitärer Bestrebungen zu verhindern
- ferner bekundet die Bundesregierung „ihre ernste Entschlossenheit, die Entmilitarisierung des Bundesgebietes aufrechtzuerhalten und sich mit allen Mitteln, die in ihrer Macht stehen, zu bestreben, dass die Wiederaufstellung bewaffneter Streitkräfte jeder Art verhütet wird.“[3]
- die Akzeptanz der internationalen Kontrolle des Ruhrgebietes (Beitritt zum Ruhrstatut)
- die Genehmigung des bilateralen Abkommens über den Marshallplan
- die Gesetzgebung zur Kartellentflechtung
- die teilweise Beendigung von Beschränkungen für den Schiffbau

Das Petersberger Abkommen erweiterte damit die Rechte der Bundesregierung über das nur einige Wochen vorher geschlossene Besatzungsstatut hinaus. Es wird als erster Schritt der Bundesrepublik Deutschland zu einem eigenständigen außenpolitischen Akteur gewertet.
In der zwei Tage später, am 24. November 1949, erfolgenden Debatte im Bonner Bundestag konnte Konrad Adenauer eine Presseerklärung der damaligen DGB-Führung verlesen, welche den Beitritt zur Ruhrunion begrüßte. Die SPD-geführte Opposition hingegen lehnte die „Abmachung“ zwischen Adenauer und den Hohen Kommissaren ab. Sie sah durch die internationale Ruhrkontrolle ihr Ziel einer Sozialisierung der Montanindustrie auf kaltem Wege ausgehebelt, weil diese Frage damit der nationalen Kompetenz entzogen schien. Damit standen die Sozialdemokraten nun zunächst isoliert da. Adenauer sagte: „Hätte ich ein Gesetz machen lassen, wäre bis zu seiner endgültigen Beschließung nach etwa acht Wochen die Demontage in ein für uns unerträgliches Stadium vorgeschritten.“ Er warf der SPD Verantwortungslosigkeit vor, der SPD-Vorsitzende Kurt Schumacher betitelte Adenauer als „Bundeskanzler der Alliierten“. Die Debatte endete im Tumult, indem Schumacher dem Regierungschef den Patriotismus abzusprechen schien und der Kanzler an die nationalistische Agitation während der Weimarer Republik erinnerte.
Adenauers Politik der Westintegration wurde durch das Bild einer starrköpfigen sozialdemokratischen Opposition, das man sich von nun an in den westlichen Hauptstädten machte, wesentlich erleichtert. Damit wurden in der Debatte um das Petersberger Abkommen die Rollen in der Bonner Politik für lange Zeit verteilt.